# Chiến dịch Trần Hưng Đạo
Chiến dịch Trần Hưng Đạo hay Chiến dịch Trung du là một trong những cuộc tiến công lớn của Quân đội nhân dân Việt Nam vào phòng tuyến trung du Bắc Bộ của quân Liên hiệp Pháp. Đây là một trong 3 chiến dịch lớn của Quân đội nhân dân Việt Nam trong đông-xuân 1950-1951.
Mục tiêu của Quân đội Nhân dân Việt Nam trong cuộc chiến dịch này là lợi dụng thời cơ quân đội Pháp đang hoang mang sau chiến dịch Biên giới, mở cuộc tiến công ở trung du, tạo sức ép buộc quân đội Pháp phải điều động một phần lực lượng tại đồng bằng Bắc Bộ lên ứng cứu, tạo điều kiện cho các đơn vị bộ đội địa phương, đặc biệt là lực lượng các trung đoàn 48, 42... phối hợp với dân quân tại địa phương phát động chiến tranh du kích tại khu vực này, vốn bị hạn chế nhiều do các cuộc càn quét liên tiếp của Pháp.
Trong đợt 1 của chiến dịch, Quân đội Nhân dân Việt Nam giành thắng lợi lớn tại cả hai mũi tiến công ở Vĩnh Phúc và Hải Ninh. Do đó, Bộ Chỉ huy chiến dịch do Đại tướng Võ Nguyên Giáp làm Chỉ huy trưởng đã quyết định đặt thêm mục tiêu giải phóng thị xã Vĩnh Yên, một thị xã quan trọng chỉ cách Hà Nội, thủ đô được quy định trong Hiến pháp Việt Nam Dân chủ Cộng hòa 1946 có 55 km. Tuy nhiên, do sự phân tán lực lượng nên phía liên hiệp Pháp đã có thời gian đối phó. Đại tướng Pháp De Lattre de Tassigny, chỉ huy mới được điện Élysée bổ nhiệm đã dùng mọi ưu thế về vũ khí, đặc biệt là máy bay ném bom, đồng thời điều động hai binh đoàn cơ động (GM) để giữ bằng được thị xã quan trọng này. Cuộc chiến xảy ra ác liệt bên ngoài thị xã trong hơn 4 ngày. Cuối cùng, nhận thấy tình hình đã có sự thay đổi khi quân Pháp tăng cường hỏa lực rất mạnh, Quân đội Nhân dân Việt Nam quyết định lui quân để chuẩn bị cho hướng tiến công mới tại thị trấn Uông Bí.

## Bối cảnh
Sau hai thất bại trong Chiến dịch Việt Bắc Thu - Đông 1947 và Chiến dịch Biên giới Thu đông 1950, ngày 6-12-1950, Chính phủ Pháp cử Đại tướng Jean de Lattre de Tassigny, Tư lệnh lục quân khối Tây Âu sang làm Tổng chỉ huy quân đội viễn chinh kiêm Cao uỷ Pháp ở Đông Dương. Lần đầu có người đảm đương một lúc cả hai chức vụ này. Tướng Nava nhận xét: "Đờ Lát có những tham vọng lớn hơn nhiều, ông ta không thể bắt đầu sự nghiệp trên chiến trường Đông Dương bằng một cuộc rút lui có giới hạn. Rút lui khỏi miền Bắc sẽ kéo theo sự suy sụp về tinh thần của quân viễn chinh, của quân đội các quốc gia liên kết và sẽ là sự ra đi vĩnh viễn của Pháp."

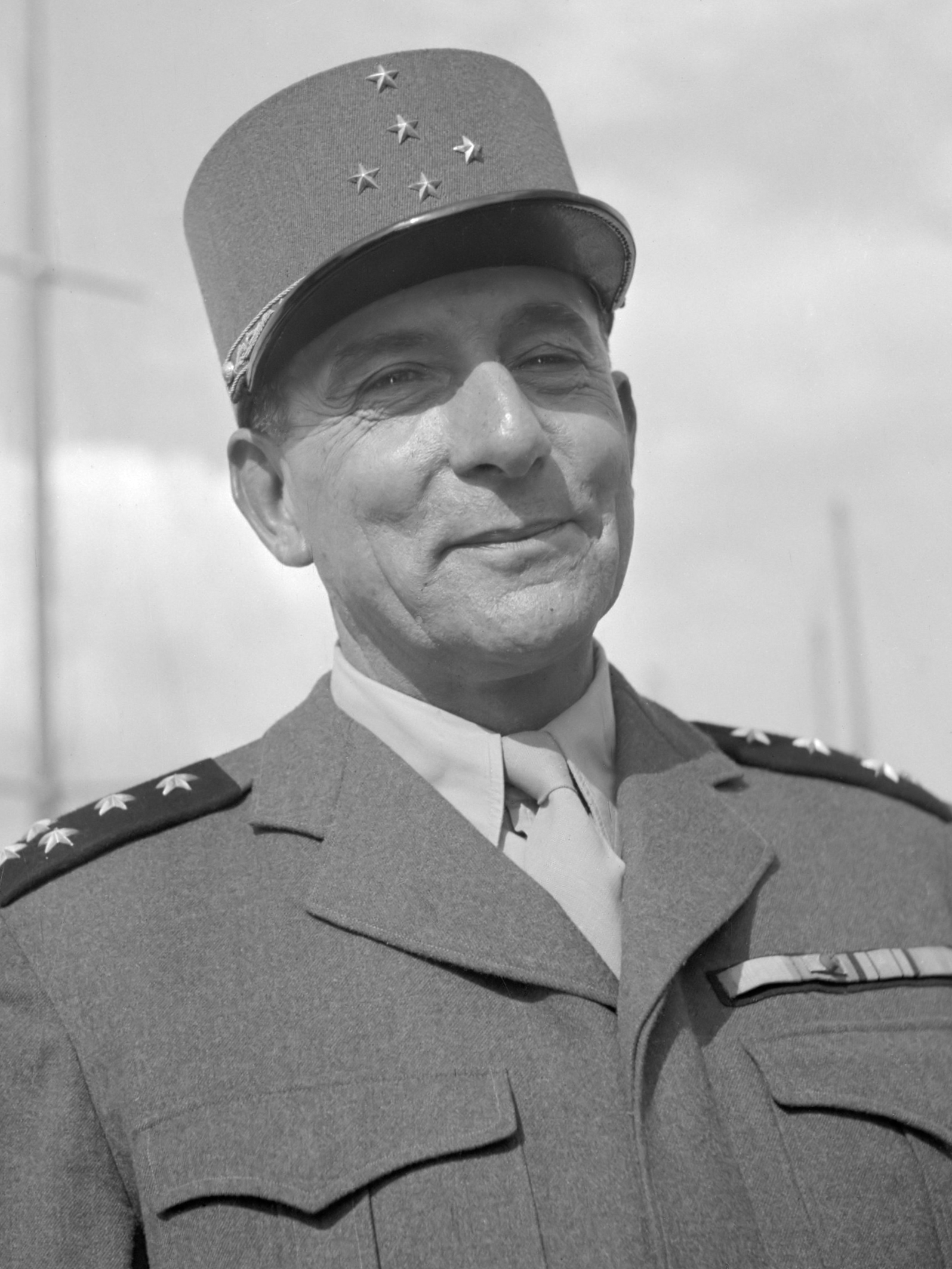
Đại tướng De Lattre de Tassigny, Tổng chỉ huy Quân đội kiêm Cao uỷ Pháp ở Đông Dương

Đại tướng Võ Nguyên Giáp, Tổng Tư lệnh Quân đội kiêm Bộ trưởng Quốc phòng Việt Nam.

Trước khi sang Đông Dương, tướng De Lattre đã phác thảo ra một kế hoạch chiến lược gồm 4 điểm, được Chính phủ Pháp và Mỹ chuẩn y, bao gồm các điểm: 
- Gấp rút tập trung quân Âu – Phi thành các lực lượng cơ động chiến lược;
- Phát triển quân lính người Việt với quy mô lớn để bổ sung vào quân đội viễn chinh; xây dựng quân đội quốc gia Việt Nam cho chính quyền Bảo Đại;
- Xây dựng tuyến công sự phòng ngự quanh trung du và đồng bằng Bắc Bộ (Phòng tuyến Tassigny) để đối phó với chủ lực Quân đội Nhân dân Việt Nam (QĐNDVN).[4]

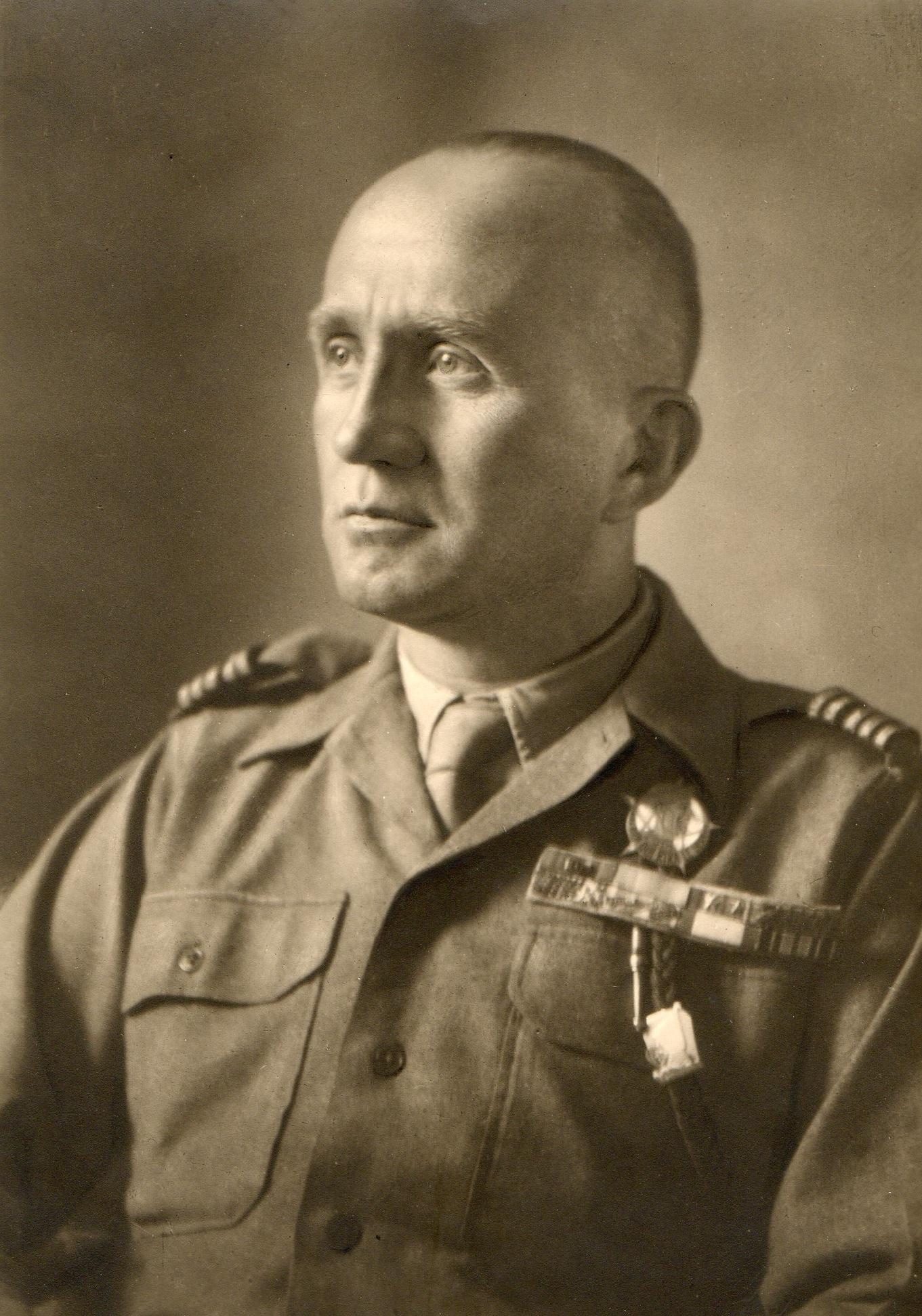
Đại tá Boyer de Latour, Tư lệnh quân đội Pháp tại Bắc Kỳ kiêm Ủy viên Cộng hòa.

Trong đó đáng chú ý là việc xây dựng phòng tuyến "boong ke" với hơn 800 lô cốt, chàng chục cụm cứ điểm với hơn 20 tiểu đoàn canh giữ chạy dài từ Hồng Gai, Đông Triều, Lục Nam, Bắc Giang, Bắc Ninh, Vĩnh Phúc, Sơn Tây, Hà Đông tới Ninh Bình, tạo thành một hành lang bảo vệ từ đông sang tây. Tuy nhiên, kế hoạch trên vẫn chưa được thực hiện cho đến trước Chiến dịch Trung du.
Về phía Việt Nam Dân chủ Cộng hoà, Đảng Cộng sản Đông Dương (ĐCSĐD) quyết định tận dụng thời cơ, tiếp tục mở một số chiến dịch với mục tiêu tiêu diệt sinh lực địch, phá kế hoạch củng cố, bình định của Pháp, phát triển chiến tranh du kích, giữ quyền chủ động trên chiến trường. Tuân thủ theo nguyên tắc: Trước chia lực lượng đánh nhỏ, sau tập trung đánh to, góp nhiều thắng lợi nhỏ thành thắng lợi lớn. Áp dụng cách đánh bôn tập, chuẩn bị sẵn từ xa cơ động tới đánh nhanh, giải quyết nhanh rồi rút ngay. Mục tiêu trước hết là trung du, vì sau Chiến dịch Biên giới, trung du là tuyến phòng thủ chủ yếu chính diện với Việt Bắc, là nơi đông dân nhiều của cùng với nhiều giá trị chiến lược quan trọng khác.
Sau khi phân tích tình hình, Ban Thường vụ Trung ương ĐCSĐD xác định: Đánh dần Trung du, củng cố căn cứ địa chính là nhiệm vụ thiết thực của quân và dân ta. Vì cùng với khu vực sông Đáy ở phía tây nam, Trung du đã thật sự trở thành tuyến phòng thủ chủ yếu của địch, là bàn đạp thuận tiện để chúng tập trung lực lượng binh khí kỹ thuật tiến công uy hiếp Việt Bắc. Đồng thời phê chuẩn phương án tác chiến của Bộ Tổng Tư lệnh Quân đội Nhân dân Việt Nam, quyết định mở chiến dịch lớn tiến công phòng tuyến trung du từ Việt Trì tới Bắc Giang mang tên Trần Hưng Đạo.
Ngày 30 tháng 11 năm 1950, Đảng uỷ Chiến dịch Trần Hưng Đạo được thành lập, gồm có Đại tướng Tổng tư lệnh Võ Nguyên Giáp làm Bí thư Đảng uỷ kiêm Chỉ huy trưởng Chiến dịch, hai Uỷ viên Trung ương là Chủ nhiệm Tổng cục Chính trị Nguyễn Chí Thanh và Khu trưởng kiêm Bí thư Khu ủy kiêm Chủ tịch Ủy ban Kháng chiến Hành chính Liên khu Việt Bắc Thiếu tướng Chu Văn Tấn, Phó Chủ nhiệm Tổng cục Chính trị Trần Hữu Dực, Phó Tổng Tham mưu trưởng Đại tá Đào Văn Trường.
Ngày 15 tháng 12 năm 1950, Đảng uỷ Chiến dịch họp tại xã Hợp Thành, huyện Phú Lương, tỉnh Thái Nguyên để kiểm điểm thêm về công tác chuẩn bị, đề ra công việc phải hoàn thành, đồng thời triệu tập hội nghị giao nhiệm vụ cho các đại đoàn ở hướng chủ yếu. Một số Bí thư Tỉnh uỷ và Tỉnh đội trưởng các tỉnh Bắc Ninh, Bắc Giang, Vĩnh Phúc và Thái Nguyên được mời dự họp. Sau khi giao nhiệm vụ, Sở Chỉ huy chuyển về xã Quân Chu, huyện Đại Từ, dưới chân núi Tam Đảo.

## Lực lượng tham chiến

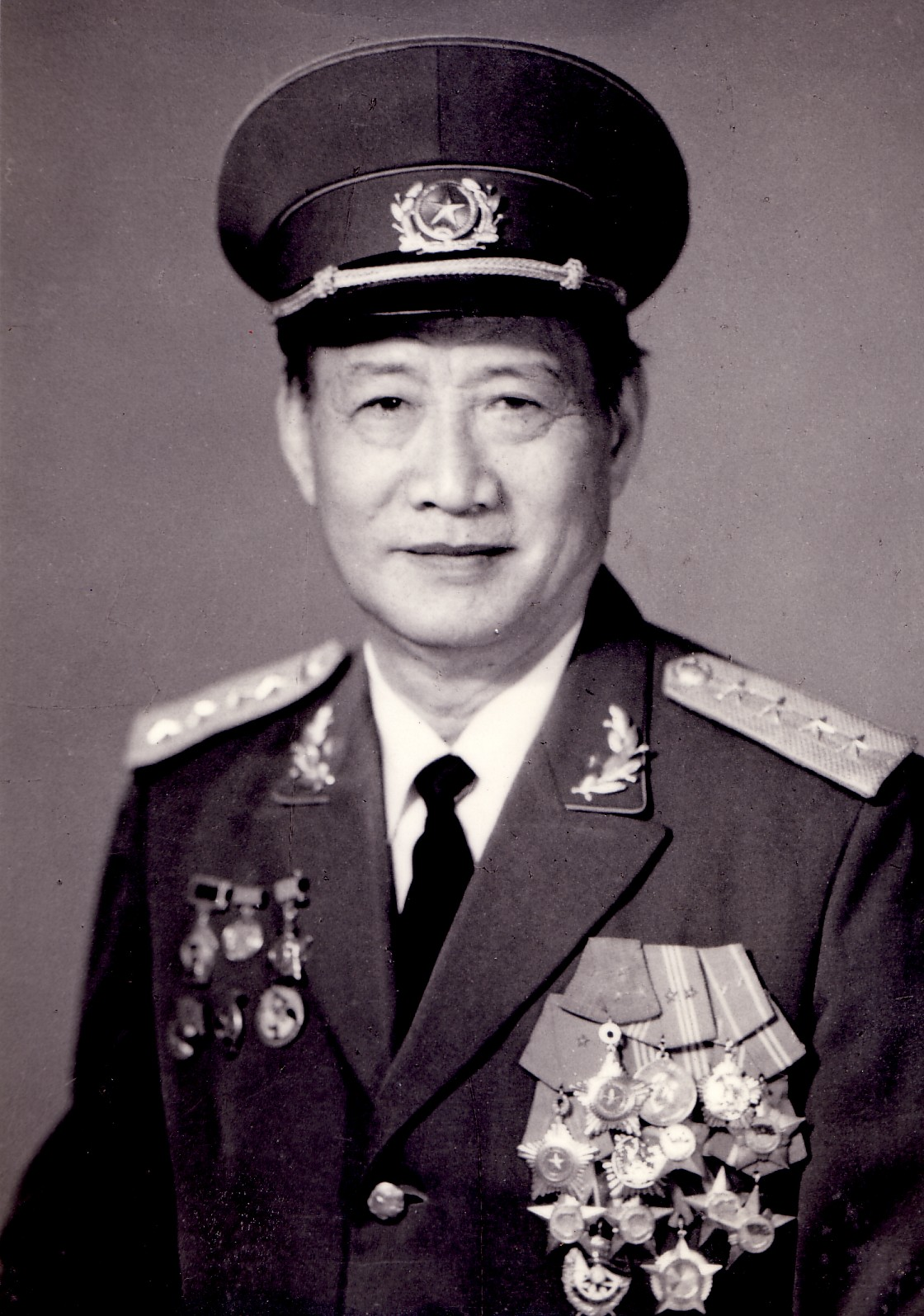
Thiếu tướng Hoàng Văn Thái, Tham mưu trưởng chiến dịch.

Thiếu tướng Chu Văn Tấn, Khu trưởng, Bí thư Khu ủy, Chủ tịch Ủy ban Kháng chiến Liên khu Việt Bắc.

Cao Văn Khánh, Đại đoàn phó Đại đoàn 308.

Một thời gian trước cuộc tiến công, nhằm tăng cường sự chỉ đạo phong trào đấu tranh, chuẩn bị lực lượng cho tổng phản công. Ngày 12 tháng 2 năm 1950, Chính phủ nước Việt Nam Dân chủ Cộng hòa đã ra quyết định hợp nhất tỉnh Vĩnh Yên với Phúc Yên thành tỉnh Vĩnh Phúc. Các khu vực kiểm soát của Việt Nam Dân chủ Cộng hòa (vùng tự do) tại Vĩnh Phúc trở thành hậu phương trực tiếp cho chiến dịch Trần Hưng Đạo.
Lực lượng tham gia chiến dịch bên phía VNDCCH bao gồm: Đại đoàn 308 (với 3 trung đoàn 102, 88 và 36), Đại đoàn 312 (dự kiến tổ chức thành lập chính thức trên cơ sở 2 trung đoàn 209 và 141), hai trung đoàn độc lập của Bộ Quốc phòng là trung đoàn 98 và trung đoàn 174, 4 tiểu đoàn bộ đội địa phương và 4 đại độipháo binh 75 ly. Tổng cộng là 27.638 chiến sĩ.
Số dân công thường trực của Chiến dịch là 27.658 người, số dân công huy động từng đợt là 272.259 người. Chuẩn bị sẵn được 4.960 tấn lương thực và 416 tấn vũ khí.
Công tác Quân y đặc biệt được chú trọng, từ ngày 16 tháng 4 năm 1946, Cục Quân y thành lập do Đại tá Vũ Văn Cẩn làm Cục trưởng. Mỗi trung đoàn được phối thuộc từ 250 đến 300 dân công làm nhiệm vụ tải thương. Các trường trung cấp, sơ cấp quân y tạm thời nghỉ học: 10 bác sĩ, 91 y sĩ, dược sĩ và 264 y tá được điều ra chiến tuyến. Tuy đã nỗ lực nhưng cơ sở vật chất của Quân y Việt Nam trong chiến dịch này khá thiếu thốn, chưa kể một phần bị tổn thất do gặp phải quân Pháp thua chạy tấn công.
Về phía quân đội Pháp, lực lượng quân sự đóng ở ba tỉnh trung du Vĩnh Phúc, Bắc Ninh, Bắc Giang có 14.806 lính, bao gồm 9.326 lính Âu-Phi, 5.480 lính người Việt, thổ phỉ và lính Quân đội Quốc gia Việt Nam theo chính quyền Bảo Đại.
Trung du Bắc Bộ lại được chia làm ba phân khu: phân khu Bắc Giang dọc sông Cầu Lộ theo đường số 13 và đường số 1. Bố trị binh lực có khoảng 5.400 lính Âu-Phi, 1.300 lính dõng. Phân khu Bắc Ninh - 3.300 quân Âu-Phi, 1.800 lính dõng. Pháo có bốn khẩu 75 và 105. Phân khu Vĩnh Phú - 2.400 lính và 1.900 lính bảo an, lính dõng.
Binh đoàn cơ động số 3 (GM3) là một binh đoàn mạnh đóng ở Việt Trì, Vĩnh Yên. Các binh đoàn cơ động khác đóng ở Bắc Ninh, Gia Lâm, Bắc Giang, Hải Dương, Đông Triều có thể nhanh chóng can thiệp.

## Diễn biến đợt 1

### Mặt trận Vĩnh Phúc
Tháng 2 năm 1950, Chính quyền Việt Nam Dân chủ Cộng hòa quyết định sáp nhập tỉnh Vĩnh Yên và Phúc Yên thành tỉnh Vĩnh Phúc. Tỉnh ủy và Ủy ban Kháng chiến tỉnh Vĩnh Phúc dưới sự chỉ đạo của Bí thư Tỉnh ủy Vũ Ngọc Linh và Chủ tịch Ủy ban Kháng chiến Phan Hữu Quảng đã có nhiều chính sách trên các lĩnh vực kinh tế, chính trị, quân sự, phục hồi và mở rộng cơ sở kháng chiến, mở các hoạt động vũ trang và đấu tranh chính trị. Ngày 13 tháng 6 năm 1950, tiểu đoàn 64 bộ đội chủ lực tỉnh Vĩnh Phúc tấn công tiêu diệt đồn Sơn Kiệu.
Phán đoán sẽ có cuộc tiến công lớn ở trung du, phía quân Pháp tăng cường cho máy bay trinh sát và mở các cuộc hành quân càn quét.
Ngày 25 tháng 12 năm 1950, binh đoàn cơ động số 3 cùng với tiểu đoàn Mường mở cuộc hành quân Bécassine vào vùng tự do Lập Thạch và Tam Dương (Vĩnh Yên, Phú Thọ) của Việt Nam Dân Chủ Cộng hòa, đúng vào nơi Trung đoàn 141 và Trung đoàn 209 của Quân đội Nhân dân Việt Nam tập kết để chuẩn bị thành lập Đại đoàn 312. Đại đoàn trưởng Đại đoàn 312 Lê Trọng Tấn báo cáo xin được nổ súng tấn công và được đồng ý.

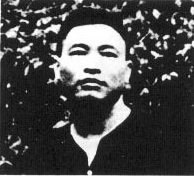
Trần Độ, Chính ủy Đại đoàn 312

Cùng ngày, tiểu đoàn 10 dù thuộc địa và tiểu đoàn Mường chia làm hai cánh tiến vào Liễn Sơn, Xuân Trạch (Lập Thạch, Vĩnh Phúc), lập tức bị trung đoàn 141 chặn đánh, phải lui về cố thủ ở Liễn Sơn chờ cứu viện. Ngày 26 tháng 12, tiểu đoàn Senegal lên ứng cứu cũng bị chặn đánh, phải lui về Xuân Trạch.
Ngày 27, Đại đoàn 312 tiến công mạnh vào Xuân Trạch-Xuân Hoà (Lập Thạch), xoá sổ tiểu đoàn 24 BMTS, bắt sống tiểu đoàn trưởng Piscard với 300 quân, đánh thiệt hại nặng tiểu đoàn dù 10 BPC.
Từ ngày 26 đến ngày 29, Quân đội Nhân dân Việt Nam lần lượt tiêu diệt vị trí Hữu Bằng, Thằn Lằn, Tứ Tạo, Đồi Cà Phê... sau đó phải dừng lại vì trời sáng. 27 tháng 12, tiểu đoàn 166 trung đoàn 209 được tăng cường hai khẩu pháo 75mm tiến đánh đồn Chợ Vàng nhưng không thành công.
Ngày 30 tháng 12 năm 1950, Bộ Chỉ huy chiến dịch cho kết thúc Đợt 1. Quân đội Nhân dân Việt Nam tuyên bố đã loại khỏi vòng chiến đấu 1.300 lính, thu nhiều vũ khí. Toàn quân hy sinh 118 người, bị thương 630 người.

### Mặt trận Hải Ninh

Sơ đồ trận đánh Bình Liêu.

Khoảng 2 giờ sáng cùng ngày, trung đoàn 174 QĐNDVN tấn công Bình Liêu, cứ điểm lớn với hơn 300 quân. Lúc 1 giờ trưa thì chiếm được đồn. Quân Pháp rút khỏi các vị trí Châu Sơn, Khe Mo, Phong Dụ, Hoành Mô cố thủ ở Tiên Yên.

## Diễn biến đợt 2

### Kế hoạch các bên
Cơ quan Tham mưu Quân đội Nhân dân Việt Nam tổ chức hội nghị sơ kết đợt 1, chuẩn bị cho đợt 2.
Phương án đợt 2 dự kiến như sau:
- Hướng chính tại Vĩnh Phúc: tiêu diệt thị xã Vĩnh Yên. Lực lượng sử dụng là 3 trung đoàn 36, 88, 102 của Đại đoàn 308, 2 trung đoàn 209, 141 của Đại đoàn 312, 2 tiểu đoàn địa phương của Vĩnh Phúc và Phú Thọ cùng với 3 liên đội sơn pháo 75 ly.
- Hướng phụ từ Đông Bắc sẽ chuyển về Bắc Giang với 2 trung đoàn 174 và 98 cùng với 3 tiểu đoàn địa phương Bắc Ninh, Bắc Giang, Quảng Yên và 1 liên đội sơn pháo 75 ly.
- Hướng phối hợp là Liên khu III: Mặt trận Sơn Tây do Đại đoàn 320 và tiểu đoàn địa phương Sơn Tây - Hà Đông phụ trách. Đại đoàn 304 và lực lượng địa phương chịu trách nhiệm mặt trận Ninh Bình. Mặt Tả Ngạn giao cho trung đoàn 42 và lực lượng địa phương.[19]

Ngày 12 tháng 1 năm 1951, Sở chỉ huy hành quân lên Tam Đảo.

Phó chủ nhiệm Tổng cục Chính trị Trần Hữu Dực.

Khi đó, tướng De Lattre không ngờ tới đợt tiến công mới của QĐNDVN, và đã tính cách giành lại quyền chủ động chiến dịch. Beauffre đề nghị cuộc hành binh Trapèze (hình thang) sử dụng 5 binh đoàn cơ động đánh lên Thái Nguyên, nhắm vào cơ sở hậu cần của QĐNDVN theo phán đoán là ở chân dãy núi Bắc Sơn. De Lattre cảm thấy kế hoạch này quá nguy hiểm, quyết định thay bằng một cuộc hành binh hạn chế, sử dụng 2 binh đoàn cơ động do Redon chỉ huy, hướng về phía Chũ vào ngày 15 tháng 1 năm 1951. Nhưng kế hoạch chưa kịp thực hiện, thì QĐNDVN đã mở bắt đầu đợt 2 chiến dịch.

### Vòng vây Vĩnh Yên
Đêm 12 tháng 1, trên hướng thứ yếu ở Bắc Bắc, Trung đoàn 98 dưới sự chỉ huy của Trung đoàn trưởng Vũ Mạnh Hùng và Trung đoàn 174 dưới sự chỉ huy của Trung đoàn trưởng Đặng Văn Việt và Chính ủy Chu Huy Mân nổ súng trước. Trung đoàn 174 tiêu diệt đồn Đồng Kế. Trung đoàn 98 đánh Cẩm Lý không thành công.

Raul Salan, tân Tư lệnh quân đội viễn chinh Pháp tại Bắc Kỳ.

Đêm 13, trung đoàn 141 tấn công Bảo Chúc, vị trí cách Vĩnh Yên 11 km về phía Tây Bắc. Trận đánh kết thúc vào trưa ngày 14.
Sáng ngày 14, Binh đoàn cơ động số 3 (GM3) cho quân lên cứu Bảo Chúc. Tiểu đoàn Mường tới Thủy An thì bị trung đoàn 209 chặn đánh, lui về Cẩm Trạch. Các tiểu đoàn khác cũng bị chặn đánh, Paul Vanuxem buộc phải lui về Vĩnh Yên cố thủ.
Đêm ngày 14, Cơ quan tham mưu của Quân đội Nhân dân Việt Nam bắt được bức điện của Vanuxem gửi Salan: "Vĩnh Yên est pratiquement encerclé" (Vĩnh Yên thực sự bị bao vây).

Chính ủy Đại đoàn 308 Song Hào.

Nửa đêm, Đại tướng Võ Nguyên Giáp điện cho chỉ huy Lê Trọng Tấn và Vương Thừa Vũ, hỏi liệu có thể điều ngay 1 trung đoàn đánh vào Vĩnh Yên, nhưng cả hai đại đoàn đều không nắm được các đơn vị đang vận động nên xin cho đánh vào đêm 15. Cơ hội đã bị bỏ qua.

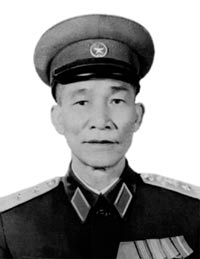
Đại tá Vương Thừa Vũ, Đại đoàn trưởng Đại đoàn 308.

Ở hướng phối hợp: Đại đoàn 320 diệt 9 vị trí nhỏ trên đường số 11 Sơn Tây - Trung Hà, tiêu diệt 1 đại đội Âu Phi, thu 1 khẩu pháo. Đại đoàn 304 tiêu diệt 6 vị trí nhỏ ở Ninh Bình. Bộ đội địa phương 5 tỉnh trung du phối hợp tác chiến từ ngày 20 tháng 12 năm 1950 đến ngày 11 tháng 1 năm 1951 thu được một số kết quả. Riêng bộ đội địa phương ở Vĩnh Tường tiêu diệt 1 đồn, 9 tháp canh, bức rút vị trí Chợ Vàng mà trong đợt 1, trung đoàn 209 đánh hai lần không thành công.
Tại Hà Nội, Raoul Salan là chỉ huy Bắc Kỳ thay thế Boyer de Latour mà De Lattre cho về Pháp nghỉ. Ông ta lập tức điều Binh đoàn cơ động số 1 do Trung tá André Erulin và Đại tá Edon chỉ huy, tiến lên Phúc Yên để thọc vào sườn Quân đội Nhân dân Việt Nam, và một tiểu đoàn dù nhảy xuống Đồng Đau cách Vĩnh Yên 5 km.

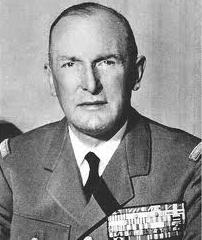
Tham mưu Jacques Allard.

De Lattre lập tức bay từ Sài Gòn ra Hà Nội, chỉ thị cho Salan và Redon tới Vĩnh Yên, quyết định tung binh đoàn cơ động số 2 (GM2) từ Lục Nam vào Vĩnh Yên, ra lệnh cho Tham mưu trưởng Jacques Allard lấy 5 tiểu đoàn từ Nam Bộ đưa ra Bắc. Sau đó, De Lattre chỉ thị cho Đại tá Alain de Maricourt chỉ huy không quân sử dụng bom napalm Hoa Kỳ vừa cập cảng Hải Phòng và huy động toàn bộ máy bay dội bom vào các đơn vị Quân đội Nhân dân Việt Nam tại Vĩnh Yên. Đây là lần đầu tiên bom napalm được sử dụng ờ Đông Dương.
Lo sợ Vĩnh Yên chỉ là nghi binh để mở cuộc tiến công từ Tam Đảo về Hà Nội, De Lattre ra lệnh tập trung một lực lượng bộ binh quan trọng và xe tăng do André Beauffre chỉ huy, án ngữ tại mạn Bắc thành phố về phía cầu sông Đuống.
Sáng ngày 15, GM1 tiến lên Vĩnh Yên thì gặp phải trận địa của Trung đoàn 102 ở Ngoại Trạch (Bình Xuyên), Khai Quang, Mậu Thông (Tam Dương), bị đánh bật cánh trái, lui về Hương Canh. Các đơn vị Quân đội Nhân dân Việt Nam thực hiện chia cắt, bao vây 2 đại đội của Tiểu đoàn 3 Trung đoàn 1 bộ binh Algérie. GM1 lâm vào tình thế chống đỡ, quân Pháp sử dụng máy bay ném bom napalm vào đội hình Quân đội Nhân dân Việt Nam. Lần đầu gặp bom napalm, bộ đội Quân đội Nhân dân Việt Nam chưa biết cách ứng phó, nhiều người bị chất xăng cháy bám vào, nhảy xuống nước ngâm mình, đến lúc lên bờ gặp không khí lại vẫn bốc cháy. Ngày hôm đó, máy bay Pháp xuất kích 70 lần, quân Pháp phản công, mở đường về Vĩnh Yên nhưng suốt ngày vẫn không tiến được quá 1 km.
Đến chiều tối, Binh đoàn cơ động số 1 (GM1) mới tới được thị xã Vĩnh Yên. Lúc 4 giờ 30 chiều, một chiếc máy bay chở De Lattre và Salan tới Vĩnh Yên. Đến tối, vì phải cứu chữa thương binh nên Quân đội Nhân dân Việt Nam giãn bớt vòng vây.
Đêm 15, sáng 16 tháng 1 năm 1951, Binh đoàn cơ động số 1 (GM1) và Binh đoàn cơ động số 3 (GM3) chia làm 3 hướng đánh chiếm núi Đanh - dải núi đất chạy dài ở phía bắc và Đông Bắc thị xã Vĩnh Yên 6–7 km.
Bộ chỉ huy Việt Nam nhận thấy thị xã Vĩnh Yên đã được củng cố, còn những điểm cao ngoài thị xã mới bị chiếm đều chưa có công sự vững chắc nên đã bỏ phương án tiến công Vĩnh Yên, chuyển hướng tập trung lực lượng tiến công núi Đanh.
13 giờ 30, ngày 16 tháng 1, các đơn vị Quân đội Nhân dân Việt Nam xuất kích. Trung đoàn 209 chiếm các Điểm cao 70, 103. Lúc 5 giờ chiều, Trung đoàn 36 dưới sự chỉ huy của Trung đoàn trưởng Phạm Hồng Sơn chiếm Điểm cao 157. Sau đó trung đoàn 209 chặn đánh một cánh quân của GM3 từ Vĩnh Yên lên khiến cho cánh quân này phải lùi về thị xã. Ngày 16, 2 Đại đoàn 308 và 312 mở cuộc tiến công lớn, các trận đánh lớn diễn ra ở Điểm cao 101 và 210 (Núi Đanh), quân Pháp phải dùng máy bay ném bom hỗ trợ. Quân đội Nhân dân Việt Nam dùng tối đa cách đánh giáp lá cà giành được thắng lợi lớn.
Sáng ngày 17 tháng 1, Quân đội Nhân dân Việt Nam chiếm Điểm cao 101, đánh thiệt hại nặng một Tiểu đoàn Maroc, nhưng lực lượng đã bị tiêu hao nhiều. Chiến sự ở Điểm cao 210 không đạt kết quả.
Lúc 2 giờ sáng ngày 18 tháng 1 năm 1951, Bộ chỉ huy Việt Nam hạ lệnh kết thúc chiến dịch. Tổng cộng Pháp đã tung vào trận địa Vĩnh Yên 10.000 người, bắn 50 ngàn phát đại bác 105 ly, 200 ngàn phát sơn pháo 75 ly, không quân xuất trận 250 lần ném bom napalm. Pháp thiệt hại khoảng 760 người vừa chết, vừa bị thương, vừa mất tích.

## Kết quả
Tuy không thành công trong việc lấy lại Vĩnh Yên (vốn không được đề ra trong kế hoạch tác chiến ban đầu), nhưng QĐNDVN đã giành được những thắng lợi lớn: đánh thiệt hại nặng binh đoàn cơ động của Pháp, loại khỏi vòng chiến đấu khoảng 5.000 quân viễn chinh, với hơn 2.000 bị bắt sống. Trong đó, mặt trận Vĩnh Phúc đã diệt và làm bị thương 2.565, bắt 1.577. Nhiều hội tề tan rã. Quân đội Nhân dân Việt Nam đã tiêu diệt và bức rút 32 vị trí và tháp canh, thu hồi một số lượng lớn vật tư chiến tranh, đặc biệt là 1.478 súng các loại có thể trang bị cho một trung đoàn mạnh.
Việt Nam Dân chủ Cộng hòa gây dựng được chính quyền ở 9 xã 3 thôn, làm chủ hoàn toàn huyện Đa Phúc (Vĩnh Phúc), 2 huyện Bình Liêu, Hoành Mô ở Đông Bắc. Vùng tự do Hải Ninh được mở rộng ra sát Tiên Yên, Móng Cái, là một trong những hậu phương trực tiếp cho chiến dịch Hoàng Hoa Thám. Phong trào du kích ở vùng sau lưng quân Pháp ("vùng địch hậu") trung du và Liên khu III dần phục hồi. Riêng tại Vĩnh Phúc, cơ sở du kích đã mở rộng ra 353 thôn.
Song các mục tiêu là mở rộng khu lương thực và phát động chiến tranh du kích còn ở mức thấp, thế trận, kế hoạch củng cố của Pháp trên thực tế còn chưa bị phá vỡ, đảo lộn. QĐNDVN bị tổn thất nặng về lực lượng với 2.931 thiệt hại, trong đó có 815 hy sinh.
Tuy nhiên, Chiến dịch Trần Hưng Đạo lại mang ý nghĩa vô cùng quan trọng về thế và lực của Việt Nam, tăng cường sức mạnh để chuyển cuộc kháng chiến từ giai đoạn cầm cự sang giai đoạn tổng phản công.
Ngoài ra, việc Quân đội Nhân dân Việt Nam tiến sát Hà Nội khiến các cơ sở bí mật ở đây hoạt động mạnh. Phong trào học sinh, sinh viên dâng cao. Có cả những thơ văn tuyên truyền được kín đáo gửi đăng công khai-tiêu biểu là bài Nhạc xuân gửi gió ngàn phương của Trọng Bình.
Về phía Pháp, tuy bị thiệt hại nặng nhưng việc buộc Quân đội Nhân dân Việt Nam phải bỏ cuộc bao vây Vĩnh Yên đã củng cố sĩ khí của quân đội viễn chinh. Tuy ngăn chặn được Quân đội Nhân dân Việt Nam trong trận Vĩnh Yên nhưng De Lattre rất lo ngại: khí giới, quân số, đồn phòng thủ, tất cả đều thiếu thốn. De Lattre đặt kế hoạch, một mặt yêu cầu Mỹ viện trợ khí giới, một mặt xây cất các đồn bê-tông thành vòng đai phòng thủ Hà Nội và Hải Phòng. Về quân số thì quân tiếp viện Pháp không đủ, mặc dầu De Lattre vừa được chính phủ Pháp "cho vay" 20.000 quân để lấp vào chỗ hổng thiếu hụt, cần phải tiến hành gấp việc đào tạo quân đội Quốc gia Việt Nam để bổ sung quân số. Salan được cử thay thế De Lattre phụ trách việc hành quân để De Lattre đi Pháp và đi Mỹ cầu viện. Tướng De Linarès được cử giữ chức chỉ huy Bắc kỳ thay thế Salan.
Sau chiến dịch, bản kế hoạch của tướng De Lattre được đưa vào hoạt động, gây khó khăn cho QĐNDVN trong hai chiến dịch tiến sát đồng bằng sông Hồng (Hoàng Hoa Thám và Quang Trung). Ba thất bại liên tiếp về chiến thuật trên đã khiến cho Đại tướng Võ Nguyên Giáp và các đồng chí của mình phải tìm ra một chiến trường mới và cuối cùng đánh bại Đại tướng De Lattre tại Hòa Bình.

## Ngày nay
Hiện nay, Sở Chỉ huy của Đại tướng Võ Nguyên Giáp trên Tam Đảo chỉ còn căn hầm đã bị vùi lấp trong khu vực biệt thự của Toàn quyền Đông Dương. Các cơ quan chức năng địa phương tỉnh Vĩnh Phúc đang thu thập thêm tư liệu để có cơ sở khoa học cho việc tiến hành khôi phục lại căn hầm này.